# 妃咲せあら

妃咲 せあら（ひさき せあら、2月1日 - ）は、元宝塚歌劇団星組の娘役。
愛称は「せあら」、「ともちん」。兵庫県三田市、園田学園出身。身長161cm。血液型はAB型。

## 来歴・人物
幼少時からバレエや各種の習い事をしていて「仕事として舞台を踏んでみたい」との想いから宝塚を目指すようになる。
2000年、宝塚音楽学校へ入学。
2002年3月、第88期生として宝塚歌劇団入団。入団時の成績は48人中36番。同期生には桜乃彩音（元花組トップ娘役）など。星組大劇場公演『LUCKY STAR!』で初舞台を踏む。同年5月21日に星組に配属される。
2004年からは、同期の麻尋しゅんと共にTAKARAZUKA SKY STAGEの第3期スカイフェアリーズとしても活動した。
2005年、バウホール公演「それでも船はゆく」で初ヒロイン、「長崎しぐれ坂」の新人公演でも初ヒロインを務める。
2010年には、テレビ朝日とのコラボレーションで発売された「le sac des TAKARASIENNES（ル サック デ タカラジェンヌ）」のプロデュースメンバーに選ばれた。
あこがれのタカラジェンヌは元月組トップ娘役の麻乃佳世で、理由は「宝塚の娘役の特徴である可憐さだけでなく女性のカッコよさが出せるから。」とコメントしている。
2011年7月3日、『ノバ・ボサ・ノバ　－盗まれたカルナバル－』／『めぐりあいは再び －My only shinin’ star－』の東京公演千秋楽をもって、宝塚歌劇団を退団。

## 宝塚歌劇団時代の主な舞台出演
- 2004年8月、「花のいそぎ」（バウ）小野篁（少年時代）
- 2005年2月、「それでも船はゆく」（バウ）スーザン・トレイシー　※バウ初ヒロイン
- 2005年5月、「長崎しぐれ坂／ソウル・オブ・シバ!!」新人公演：おしま（本役：檀れい）　※新人公演初ヒロイン
- 2006年1月、「ベルサイユのばら」小公女、新人公演：ナタリー（本役：星風エレナ）
- 2006年4月、「星組エンカレッジコンサート」（バウ）
- 2006年6月、「フェット・アンペリアル」（バウ）キャサリン・モーガン
- 2006年8月、「愛するには短すぎる／ネオ・ダンディズム！」新人公演：リリー（本役：琴まりえ）
- 2007年1月、「ヘイズ・コード」（シアタードラマシティ・東京特別）アン・トラヴィス
- 2007年3月、「さくら／シークレット・ハンター」新人公演：ブリジット（本役：琴まりえ）
- 2007年11月、「エル・アルコン-鷹-／レビュー・オルキス -蘭の花-」新人公演：シグリット・シェンナ（本役：南海まり）
- 2008年4月、「Anna Karenina」（バウ）アンナ・カレーニナ　※バウヒロイン
- 2008年6月、「THE SCARLET PIMPERNEL」ポリー、新人公演：シュザンヌ（本役：琴まりえ）
- 2009年2月、「My dear New Orleans ／ア・ビヤント」アイリーン・ハート
- 2009年6月、「太王四神記 Ver.Ⅱ」タルビ
- 2009年10月、「再会／ソウル・オブ・シバ!!」カナリア
- 2010年4月、「激情 -ホセとカルメン-／BOLERO -ある愛-」（全国ツアー）ミカエラ
- 2010年8月、「摩天楼狂想曲（ニューヨークラプソディー） -君に歌う愛-」（バウ）クレア・エヴァンス
- 2010年10月、「宝塚花の踊り絵巻 -秋の踊り-／愛と青春の旅だち」スーザン
- 2011年2月、「愛するには短すぎる／ル・ポアゾン 愛の媚薬Ⅱ」（中日）リリー
- 2011年4月、「ノバ・ボサ・ノバ -盗まれたカーニバル-／めぐり会いは再び－My only shinin’ star－」ラービオス／アルビレオ　＊退団公演